# Championnat britannique des voitures de tourisme 1979
Le Championnat britannique des voitures de tourisme 1979 était la 22e saison du championnat britannique des voitures de tourisme, remporté par l'anglais Richard Longman pour la deuxième fois consécutive. Le championnat a débuté à Silverstone le 25 mars 1979 et s'est terminé à Oulton Park le 29 septembre 1979.

## Calendrier
| Manche | Circuit        | Date         | Pilote vainqueur | Ecurie vainqueur                    | Voiture vainqueur   |
| ------ | -------------- | ------------ | ---------------- | ----------------------------------- | ------------------- |
| 1      | Silverstone    | 25 mars      | Gordon Spice     | Gordon Spice Racing                 | Ford Capri III 3.0S |
| 2 A-B  | Oulton Park    | 13 avril     | Richard Lloyd    | The Akai Golf                       | VW Golf GTI         |
| 2 C-D  | Oulton Park    | 13 avril     | Gordon Spice     | Gordon Spice Racing                 | Ford Capri III 3.0S |
| 3      | Thruxton       | 16 avril     | Gordon Spice     | Gordon Spice Racing                 | Ford Capri III 3.0S |
| 4      | Silverstone    | 28 mai       | Jeff Allam       | Allam Motor Services racing with BP | Ford Capri III 3.0S |
| 5      | Donington Park | 24 juin      | Gordon Spice     | Gordon Spice Racing                 | Ford Capri III 3.0S |
| 6      | Silverstone    | 15 juillet   | Gordon Spice     | Gordon Spice Racing                 | Ford Capri III 3.0S |
| 7 A-B  | Mallory Park   | 12 août      | Win Percy        | Team Toyota Hughes of Beaconsfield  | Toyota Celica GT    |
| 7 C-D  | Mallory Park   | 12 août      | Colin Vandervell | Aquabatten                          | Ford Capri III 3.0S |
| 8      | Donington Park | 19 août      | Tom Walkinshaw   | TWR Pentax                          | Mazda RX-7          |
| 9      | Brands Hatch   | 27 août      | Brian Muir       | Browne & Day                        | Ford Capri III 3.0S |
| 10     | Thruxton       | 9 septembre  | Gordon Spice     | Gordon Spice Racing                 | Ford Capri III 3.0S |
| 11     | Snetterton     | 23 septembre | Jeff Allam       | Allam Motor Services racing with BP | Ford Capri III 3.0S |
| 12 A-B | Oulton Park    | 29 septembre | Richard Lloyd    | The Akai Golf                       | VW Golf GTI         |
| 12 C-D | Oulton Park    | 29 septembre | Stuart Graham    | Fabergé Racing Lee Jeans            | Ford Capri III 3.0S |

## Classement final

### Pilotes
| Championnat pilotes | Championnat pilotes | Championnat pilotes     | Championnat pilotes                 | Championnat pilotes |
| Pos.                | Pilote              | Voiture                 | Ecurie                              | Points              |
| ------------------- | ------------------- | ----------------------- | ----------------------------------- | ------------------- |
| 1                   | Richard Longman     | Mini 1275 GT            | Patrick Motorsport                  | 97                  |
| 2                   | Tom Walkinshaw      | Mazda RX-7              | TWR Pentax                          | 88                  |
| 3                   | Richard Lloyd       | VW Golf GTI             | The Akai Golf                       | 82                  |
| 4                   | Gordon Spice        | Ford Capri III 3.0S     | Gordon Spice Racing                 | 75                  |
| 5                   | Win Percy           | Toyota Celica GT        | Team Toyota Hughes of Beaconsfield  | 70                  |
| 6                   | Rex Greenslade      | Triumph Dolomite Sprint | Team Triplex with Esso and Motor    | 53                  |
| 7                   | Alan Curnow         | Mini 1275 GT            | Datapost                            | 49                  |
| 8                   | Jeff Allam          | Ford Capri III 3.0S     | Allam Motor Services racing with BP | 45                  |